# Aloe vogtsii
Aloe vogtsii är en grästrädsväxtart som beskrevs av Gilbert Westacott Reynolds. Aloe vogtsii ingår i släktet Aloe och familjen grästrädsväxter. Inga underarter finns listade i Catalogue of Life.